# Chiasmognathus taprobanicola
Chiasmognathus taprobanicola is een vliesvleugelig insect uit de familie bijen en hommels (Apidae). De wetenschappelijke naam van de soort is voor het eerst geldig gepubliceerd in 2008 door Engel.